# Aimee Sweet
Aimee Sweet (Rhode Island, Cranston; 14 de mayo de 1977) es una actriz pornográfica y modelo erótica estadounidense.

## Biografía
Cuando tenía seis años, empezó a cantar y a protagonizar actuaciones en su colegio. También demostró interés en deportes variados, como el hockey, softball, la natación y campo a través, los cuales los siguió ejerciendo durante la secundaria. Era una adolescente poco agraciada que se divertía jugando béisbol con los demás chicos de su vecindario, además de participar activamente en el consejo estudiantil, y todo apuntaba que se graduaría con honores para seguir un camino tradicional. Sin embargo, sintió que algo faltaba en su vida, y con dos maletas y 500 dólares se independizó de su familia para mudarse a California.
Su carrera como modelo empezó a los 19 años, cuando conoció a Suze Randall. Irónicamente, ella fue al estudio de Randall para acompañar a una amiga que quería ser modelo softcore. Cuando la fotógrafa vio a Aimee, ella terminó siendo la elegida para el trabajo. A los pocos meses, Sweet fue elegida como Penthouse Pet de la revista Penthouse en la edición de agosto, en el año 1998. Y más adelante tuvo otras apariciones en revistas para adultos tales como Perfect 10, Club, High Society y Leg World. También fue elegida como candidata para ser la Penthouse Pet del milenio.
En 1999, Aimee se mudó a Milano, Italia, para trabajar como modelo profesional de la agencia Elite. Al regresar a Estados Unidos, creó su propio sitio web.
También tuvo incursiones en la televisión, como presentadora para un show de Fox Sports y en videos musicales de KoRn y Marilyn Manson. También participó de videos para la editorial Penthouse y en el reality erótico Survivors Exposed.

## Filmografía
- Lingerie Party (1999)
- Jack's Playground 13 (2004)
- Meridians of Passion (2004)
- Stocking Secrets 9 (2005)